# Massimo Leni
Massimo Leni (Perugia, 15 settembre 1950) è un ex arbitro di calcio italiano.

## Carriera sportiva
Fu inserito nell'organico arbitrale della CAN per la Serie A e B tra il 1979 e il 1987. La prima gara diretta in Serie B fu Matera-Atalanta dell'8 giugno 1980 (terminata 0-2 per gli orobici). L'esordio in Serie A avvenne l'8 maggio 1983, in Avellino-Catanzaro (4-0).
In totale ha diretto 17 partite nella massima serie (tra cui, nella stagione 1984-1985, Inter-Fiorentina e Roma-Inter) e 68 in quella cadetta.
Nel 1983 vinse il premio Fischietto d'argento, assegnato per il miglior arbitro esordiente in Serie A dalla Polisportiva Pulcini Cascina.